# Limnephilus xanthodes
Limnephilus xanthodes är en nattsländeart som beskrevs av Mclachlan 1873. Limnephilus xanthodes ingår i släktet Limnephilus och familjen husmasknattsländor. Utöver nominatformen finns också underarten L. x. selene.